# Witold Silewicz
Witold Silewicz, dit Witold von Silewitz   (né le 18 mai 1921 et mort le 26 janvier 2007) est un compositeur, chef d'orchestre et contrebassiste polonais-autrichien.

## Biographie
Witold Silewicz naît à Rajsko, Powiat d'Oświęcim Pologne, dans le domaine de ses grands-parents maternels, d’un père architecte polonais, Zdzisław Rajmund Silewicz et d’une mère de descendance juive polonisée, Stefania Maria Gertruda Zwilling,. Il est le cadet d'une fratrie de trois enfants. Très jeune il est atteint de tuberculose qui laissera des séquelles pour le reste de sa vie. À l'âge de huit ans il perd son père, mort soudainement lors d'un voyage à Nice. Malgré ces souffrances on découvre chez lui un talent musical précoce. Son éducation doit attendre d'abord une série de traitements dans des sanatoriums selon la pratique de l'époque. Ce n'est qu'après le déclenchement de la Seconde Guerre mondiale, que la famille parvient à l'installer à Vienne en Autriche, annexée depuis cinq ans dans le IIIe Reich, où il est admis en 1943 à l'
Académie de musique de Vienne.
Il étudie la composition sous la férule de Joseph Marx et poursuit ses études de chef d'orchestre avec Josef Krips et Hans Swarowsky, lui-même ancien élève de Richard Strauss, de 1945 à 1947. Sa promotion sera en 1951. Entre 1949 et 1955 il étudie la contrebasse avec Johann Kramp et Otto Ruehm. Suivant ses études il part à l'étranger, son retour en Pologne communiste étant barré. Il fait des séjours en France, Italie et en Yougoslavie où il rencontre sa future femme slovène, Tatiana (1925-2011), avec qui il élèvera deux filles, de retour à Vienne. Il est membre actif dans la Société Polonaise des Artistes Musiciens à l'étranger, (Stowarzyszenie Polskich Artystów Muzyków - na obczyźnie, SPAM).
En 1962 il est embauché par l'orchestre Tonkünstlerorchester de Niederösterreich en tant que contrebassiste jusqu'à sa retraite. Avec le soutien de sa femme il continue de composer selon ses moyens.
Il meurt à Vienne à l'âge de 85 ans et y est enterré au cimetière de Döbling.

## Compositions
- Deux symphonies[4]
- Concerts pour instruments solo[5]
- Musique de chambre
- Poème de la vie
- Ballet: Fanny Elssler – Frau u Mythos (1989)
- Kinderszenen, Six Petites scènes d'enfants (1991)[6]
- Ensemble instrumental
- Geburtstagswünsche (Happy Birthday To You/Joyeux anniversaire) pour 2 clarinettes, flûte, hautbois et basson

## Prix
- Förderungspreis der Stadt Wien (1963)
- Förderungspreis des Landes Niederösterreich (1981)[7]

### Source de la traduction
- (pl) Cet article est partiellement ou en totalité issu de l’article de Wikipédia en polonais intitulé « Silewicz  » (voir la liste des auteurs).